# Dytikes Kai Voreioanatolikes Aktes Zakynthou
Dytikes Kai Voreioanatolikes Aktes Zakynthou este o arie protejată (arie specială de conservare — SAC, sit de importanță comunitară — SCI, arie de protecție specială avifaunistică — SPA) din Grecia întinsă pe o suprafață de 21.464,92 ha, integral pe uscat.

## Localizare
Centrul sitului Dytikes Kai Voreioanatolikes Aktes Zakynthou este situat la coordonatele 37°46′48″N 20°39′27″E / 37.779918°N 20.65744°E.

## Înființare
Situl Dytikes Kai Voreioanatolikes Aktes Zakynthou a fost declarat sit de importanță comunitară în august 1996 pentru a proteja 21 de specii de animale. Alte tipuri de protecție:
- arie de protecție specială avifaunistică (în octombrie 2002)[3]
- arie specială de conservare (în martie 2011)[2][4][5]

## Biodiversitate
Situată în ecoregiunile marină mediteraneană și mediteraneană, aria protejată conține 10 habitate naturale: Straturi cu Posidonia (Posidonion oceanicae), Recifuri, Faleze cu vegetație de Limonium spp. endemic de pe coastele mediteraneene, Matorral arborescenți cu Juniperus spp., Sarcopoterium spinosum phryganas, Phrygana endemică cu Euphorbio-Verbascion, Pante stâncoase calcaroase cu vegetație casmofită, Peșteri marine scufundate complet sau parțial, Păduri de Olea și Ceratonia, Păduri de pin mediteraneene cu pini mezogeni endemici.
La baza desemnării sitului se află mai multe specii protejate:
- păsări (16): lăstunul mare (Apus apus), șorecarul comun (Buteo buteo), caprimulg (Caprimulgus europaeus), prundăraș de sărătură (Charadrius alexandrinus), lăstun de casă (Delichon urbicum), egretă mică (Egretta garzetta), Emberiza caesia, Falco eleonorae, șoim călător (Falco peregrinus), muscar-gulerat (Ficedula albicollis), rândunică (Hirundo rustica), grangur (Oriolus oriolus), Phalacrocorax aristotelis desmarestii, turturică (Streptopelia turtur), Tachymarptis melba, fluierar de mlaștină (Tringa glareola)
- mamifere (1): delfin mare (Tursiops truncatus)
- reptile (4): Chelonia mydas, șarpele cu patru dungi (Elaphe quatuorlineata), țestoasă bănățeană (Testudo hermanni), elaphe situla (Zamenis situla)

Pe lângă speciile protejate, pe teritoriul sitului au mai fost identificate 15 specii de plante, 1 specie de păsări, 7 specii de mamifere, 1 specie de nevertebrate, 9 specii de reptile.